# Hayley Kiyoko
Hayley Kiyoko Alcroft (* 3. dubna 1991) je americká herečka, zpěvačka a textařka. Nejvíce se proslavila díky filmům Scooby Doo: Začátek z roku 2009 a Scooby Doo! Prokletí nestvůry z jezera z roku 2010. Dále se objevila jako Stella ve filmu Lemonade Mouth, originálním filmu stanice Disney Channel. V únoru 2015 vydala své debutové sólové EP A Belle to Remember.
Také si zahrála roli Raven Ramirez v seriálu CSI: Cyber a ve vedlejší roli se objevila v seriálu The Fosters vysílaném stanicí ABC Family.
Na popularitě jí přidává také fakt, že se veřejně hlásí k tomu, že je lesba.

## Životopis
Narodila se v Los Angeles v Kalifornii. Je dcerou herce a komika Jamieho Alcrofta a krasobruslařky Sarah Kawahara. Má japonské, anglické a irské předky. S herectvím začala v mladém věku. Objevila se v reklamách pro GM Onstar, Slim Jim a Cinnamon Toast Crunch. V šesti letech začala hrát na bubny. Po střední škole byla přijata na hudební školu Cliva Davise v New Jersey, ale přijetí odmítla, kvůli své herecké kariéře.
Byla "objevena" v pěti letech, když byla morální podporou kamarádky při jejím focení. Režisér ji požádal, aby si stoupla před kameru, a nakonec se stala tváří značky KnowledgeWare. Stanice Nickelodeon ji spatřila na Culver City kluzišti a nakonec se objevila v jejich krátkém spotu nazvaném "I'm Hayley, a Skater".
V roce 2007 vytvořila garážovou skupinu Hede a prostřednictvím Myspace vydali pět písniček a hudební video k písničce "Warehouse". Skupina vystupovala na místních akcích a rozpadla se roce 2008.

## Kariéra

### 2007–2011
V roce 2011 byla požádána bývalou pop-hvězdou Vitamin C, aby se připojila k hudební skupině, skládající se z Allie Gonino, Tinashe, Kelsey Sanders, později nahrazené Lauren Hudson a Marison Esparza, nazvané The Stunners. Šest měsíců po vytvoření, podepsaly smlouvu s Columbia Records a vydaly singl "Bubblegum". V roce 2009 skupina nahrávací společnost opustily a smlouvy podepsaly u Lionsgate Entertainment a natočily videoklip k promo singlu "We Got It", který byl vydán 22. února 2010. Po odmaturování na střední škole, získala první velkou roli Velmy Dinkley ve filmu Scooby Doo: Začátek. Televizní film měl premiéru 13. září 2009 a zaznamenal obrovský úspěch.
V roli se znovu objevila v jeho sequelu Scooby Doo! Prokletí nestvůry z jezera. Vedlejší roli získala v seriálu Kouzelníci z Waverly. Se skupinou Stunners podepsala smlouvu se společností Universal Republic Records. V roce 2010 vydaly singl "Dancin' Around the Truth". Videoklip měl premiéru 2. června. Skupina měla vystoupit jako předskupina na turné Justina Biebera My World Tour, ale rozpadly se.
15. dubna 2011 měl premiéru film Lemonade Mouth, ve kterém si zahrála jednu z hlavních rolí. Film sledovalo 5,7 milionů diváků na stanici Disney Channel. Objevila se v jedné epizodě Disneyovského seriálu Zeke a Luther. Byl naplánovaný sequel filmu Lemonade Mouth, ale stanice se rozhodla film nenatočit.

### 2012–současnost:CSI: Cybera hudba
V únoru 2012 natočila televizní film Modrá laguna: Procitnutí. Na svém youtube kanále zveřejnila studiový mix "Hunting Man". 12. března 2013 vydala EP nazvané A Belle to Remember. Krátce po vydání EP začala spolupracovat na nové hudbě s britským producentem Jamesem Flanniganem. Vedlejší roli získala v seriálu The Fosters, vysílaném stanicí ABC Family. V únoru 2015 vydala EP nazvané The Side of Paradise, která nahrála v garáži svých rodičů v Los Angeles.
Od roku 2015 do roku 2016 hrála Raven Ramirez v seriálu CSI: Cyber, který měl premiéru 4. března 2015 na stanici CBS.

## Filmografie
| Rok       | Název                                  | Role             | Poznámky                              |
| --------- | -------------------------------------- | ---------------- | ------------------------------------- |
| 2004      | Unfabulous                             | dívka            | díl: „The Song“                       |
| 2009      | Scooby Doo: Začátek                    | Velma Dinkleyová | TV film                               |
| 2010      | Kouzelníci z Waverly                   | Stevie           | vedlejší role; 4 díly                 |
| 2010      | Scooby Doo! Prokletí nestvůry z jezera | Velma Dinkleyová | TV film                               |
| 2011      | Lemonade Mouth                         | Stella Yamada    | TV film                               |
| 2011      | Zeke & Luther                          | Susie            | díl: „Skater Girl Island“             |
| 2012      | Modrá laguna: Procitnutí               | Helen            | TV film                               |
| 2012      | Adrift                                 | Jess             | krátký film                           |
| 2013      | Upíří deníky                           | Megan            | díl:„I Know What You Did Last Summer“ |
| 2014      | Hello, My Name Is Frank                | Alisa            |                                       |
| 2014      | The Fosters                            | Gabi             | vedlejší role; 5 dílů                 |
| 2014      | The Fosters: Girls United              | Gabi             | hlavní role, internetový seriál       |
| 2015      | Insidious 3: Počátek                   | Maggie           |                                       |
| 2015      | Jem and the Holograms                  | Aja Leith        |                                       |
| 2015–2016 | Kriminálka: Oddělení kybernetiky       | Raven Ramirez    | hlavní role, 28 dílů                  |
| 2016      | XOXO                                   | Shannie          |                                       |

## Diskografie

### Studiová alba
- Expectations (2018)
- Panorama (2022)

### EP
- A Belle to Remember (2013)
- The Side of Paradise (2015)
- Citrine (2016)
- I'm Too Sensitive for This Shit (2020)

### Singly
| Rok  | Název                   | Album                 |
| ---- | ----------------------- | --------------------- |
| 2013 | „A Belle to Remember“   | A Belle to Remember   |
| 2014 | „Rich Youth“            | A Belle to Remember   |
| 2014 | „This Side of Paradise“ | This Side of Paradise |
| 2015 | „Girls Like Girls“      | This Side of Paradise |
| 2015 | „Cliff's Edge“          | This Side of Paradise |
| 2016 | „Gravel to Tempo“       | Citrine               |
| 2016 | „One Bad Night“         | Citrine               |
| 2017 | „Sleepover"             | Expectations          |
| 2017 | „Feelings"              | Expectations          |
| 2018 | „Curious"               | Expectations          |

### Featuring
| Název                   | Rok  | Album                     |
| ----------------------- | ---- | ------------------------- |
| „Breakthrough“          | 2011 | Lemonade Mouth soundtrack |
| „Here We Go“            | 2011 | Lemonade Mouth soundtrack |
| „More Than a Band“      | 2011 | Lemonade Mouth soundtrack |
| „Livin' on a High Wire“ | 2011 | Lemonade Mouth soundtrack |
| „Baby Fox“              | 2016 |                           |

## Turné
- This Side Of Paradise Tour (2015)
- The Summer Tour (2015)
- One Bad Night Tour (2016-2017)
- Expectations Tour (2018)

Předskokan
- Mid Winter's Nights Dream Acoustic Tour (2015)-Never Shout Never
- iii Tour (2016)-Miike Snow
- Pray for the Wicked Tour (2018)-Panic! at the Disco